# Мискуэ (провинция)
Мискуэ — провинция в департаменте Кочабамба, Боливия. По состоянию на 2005 год на территории проживало 41 062 человека. Площадь территории составляет 2730  км². На северо-западе граничит с провинцией Пуната, на западе с провинцией Эстебан Арсе, на юго-востоке с провинцией Камперо, на северо-востоке с провинцией Карраско, на севере с провинцией Арани. Основное население территории — представители народа кечуа. Главная водная артерия — река Мискуэ.
Административный центр — город Мискуэ.
На территории провинции обитает эндемик Боливии — Красноухий ара.

## Административное деление
| Муниципалитет | Население | Центр     | Кантоны                                              |
| ------------- | --------- | --------- | ---------------------------------------------------- |
| Мискуэ        | 30 481    | Мискуэ    | Каута, Мискуэ, Молинеро, Табоада, Тин-Тин, Вичо-Вичо |
| Вила-Вила     | 4863      | Вила-Вила | Секуимира, Вила-Вила                                 |
| Алалай        | 5718      | Алалай    | Алалай, Аяпампа                                      |